# Trompa de Eustaquio
La trompa de Eustaquio (conocida así a partir del siglo XVI en honor al anatomista homónimo), actualmente conocida como tuba, tuba auditiva, trompa auditiva o tubo faringotimpánico, es una estructura anatómica humana, en forma de tubo, habitualmente cerrada, que se extiende desde la caja del tímpano hasta la región rinofaringea. Fue descrita por primera vez en 1543 por el médico italiano Bartolomé Eustaquio, pero fue Antonio Valsalva quien la nombró en honor a Eustaquio, y quien dio una descripción exacta y determinada sobre cómo funciona.

## Descripción
Mide de 3,5 a 4 cm de largo y está tapizada por una capa de mucosa. Su función es controlar la presión dentro del oído medio, para proteger sus estructuras ante cambios bruscos y equilibrar las presiones a ambos lados del tímpano, y también está encargada de ventilar adecuadamente el oído medio. Si la presión no está equilibrada, el tímpano no puede transmitir las ondas sonoras de manera eficiente a través de la cadena de huesecillos hasta el nervio acústico. Se trata de un conducto recubierto por mucosa que es continuidad de las fosas nasales, con las que se halla en íntima relación.

## Enfermedades
Las trompas pueden bloquearse por múltiples causas, entre ellas:
- Resfriado común y otras enfermedades infecciosas de las vías respiratorias altas
- Infecciones crónicas del oído medio
- Rinitis[7]
- Hipertrofia adenoidea
- Alteraciones del tabique nasal

En los niños, la obstrucción de la trompa con las consiguientes complicaciones es más frecuente que en los adultos, por estar más horizontalizada, con lo que el drenaje de mucosidad desde el oído medio hasta la faringe es más dificultoso.
Si se produce obstrucción de la trompa de Eustaquio, entre la obstrucción y el tímpano se produce una reabsorción del aire acumulado, produciéndose un vacío que condiciona una retracción del tímpano por presión negativa, después de lo cual puede generarse un acúmulo de cerumen, material purulento, sangre o cualquier otra colección líquida susceptible de infectarse. Esto dificulta la funcionalidad de la trompa y la audición. 
La desobstrucción puede conseguirse mediante el bostezo, masticando o mediante maniobras de Valsalva.
Por contra, la trompa puede sufrir también una enfermedad llamada Trompa de Eustaquio patulosa, la cual es una dolencia rara e incapacitante donde la trompa de Eustaquio no permanece principalmente cerrada como debería, sino que se mantiene abierta o parcialmente abierta de forma continuada o intermitente, lo que causa graves síntomas y, además, puede acarrear severas complicaciones para la persona que la padece.